# María García
María Guadalupe García Bautista (ur. 22 maja 1995) – meksykańska zapaśniczka w stylu wolnym. Brązowa medalistka mistrzostw panamerykańskich w 2022, a także igrzysk Ameryki Środkowej i Karaibów w 2014 roku.